# Château du Bouchat
Le château du Bouchat est un château situé à Laféline, en France.

## Localisation
Le château est situé sur la commune de Laféline, dans le département français de l'Allier.

## Historique
L'édifice est inscrit au titre des monuments historiques en 1965.